# Войната на Узурпатора
Тази война е измислена от Джордж Мартин в книгата му Песен за огън и лед.
Войната на Узурпатора(282-283), известна и като Бунта на Робърт била третата и последна гражданска война при Таргариените, довела и до свалянето им от власт. Политическото съзвездие, поставено от тази война е до голяма степен постановка на Игра на тронове, която започва около 15 години след войната.
Войната започнала, когато Регар Таргариен, принцът на Драконов камък и наследник на Ерис II, както изглежда отвлякъл Лиана Старк. Това обидило лорд Робърт Баратеон, който бил сгоден за Лиана и братът на Лиана Брандън Старк. Брандън яздил с няколко спътника до Кралски чертог за да предизвика Регар. Крал Ерис ги арестувал, обвинявайки ги, че интриганствали да убият Регар. Бащите на младите рицари били призовани и набързо екзекутирани, заедно с Брандън и спътниците му.
Когато крал Ерис поискал от Джон Арин, лордът на Долината, поверениците му Робърт Баратеон и другият брат на Лиана Едард, той отказал и събрал знаменосците си в бунт срещу крал Ерис II. Северът, под ръководството на лорд Едард и Бурните земи, под ръководството на Робърт направили същото. Арин спечелил съюза на речните земи чрез брак. Малко преди края на войната домът Ланистър също се присъединил към бунтовниците.
Войната на Узурпатора продължила повече от година. Имало няколко важни битки, включително и тази при Тризъбеца(където Робърт убил принц Регар с бойния си чук)и при Кралски чертог. Към края на войната лорд Тивин Ланистър повел огромна войска към вратите на Кралски чертог, съобщавайки, че е тук за да помогне на краля. Един от несигурните придворни на Ерис Великият майстер Пицел накарал краля да отвори вратите си за лорд Тивин. Ланистърските войски плячкосали града, докато лорд Тивин яздел към Червената цитадела. Ерис заповядал на сир Джайм Ланистър, млад рицар от Кралската гвардия и син на лорд Тивин, да убие баща си. Намерението на Ерис било по-скоро градът да изгори отколкото да бъде превзет. Сир Джайм предал клетвата си и убил Ерис, за да спаси и града и баща си.
Лиана Старк умряла мистериозно в кулата на радостта и жената и децата на Регар били убити. Крепостта на Таргариените Драконов камък била превзета, но преди това верният на краля рицар Вилем Дари прекарал тайно младите деца на Ерис Визерис и Денерис към свободните градове. Така Таргариените били детронирани. След войната Робърт Баратеон, бил коронован и оженен за Церсей Ланистър.